# Городіште (Резинський район)
Городіште (рум. Horodiște) — село у Резинському районі Молдови. Адміністративний центр однойменної комуни, до складу якої також входить село Слобозія-Городіште.

## Населення
За даними перепису населення 2004 року у селі проживала 781 особа.
Національний склад населення села:
| Національність       | Кількість осіб | Відсоток   |
| -------------------- | -------------- | ---------- |
| молдавани румуни     | 774 1          | 99,1% 0,1% |
| українці             | 3              | 0,4%       |
| росіяни              | 2              | 0,3%       |
| інша / без відповіді | 1              | 0,1%       |
| Всього               | 781            | 100%       |